# Köprübaşı, Sarayköy
Köprübaşı là một xã thuộc huyện Sarayköy, tỉnh Denizli, Thổ Nhĩ Kỳ. Dân số thời điểm năm 2010 là 461 người.